# Morella pavonis
Morella pavonis är en porsväxtart som först beskrevs av C.Dc., och fick sitt nu gällande namn av Parra-os. Morella pavonis ingår i släktet Morella och familjen porsväxter. Inga underarter finns listade i Catalogue of Life.